# 씨리얼 (롯데웰푸드)
씨리얼은 롯데웰푸드에서 제조판매하는 과자다. 1992년에 출시하였으며, 귀리를 원료로 하고 있다.
울퉁한 네모모양에 초코크림이 들어간 과자로 고소하고 달콤한 식감을 가지고 있으며, 초창기에는 귀리로 만든 순수 크래커와 초콜릿을 입힌 아이스로 나온 적이 있었으나 현재는 초코크림을 넣은 형태의 과자만 나오고 있다.
포장지의 크기는 동 회사 제품인 칸쵸와 비슷한 편이며 은박포장이 된 속에 과자가 동봉되어 있다.
당시 기준으로 국내최초의 귀리를 원료로 한 과자이기도 하며 시리얼 문화가 이제 막 시작되었던 시기이기도 하여서 국내에서는 드물게 나온 귀리과자이기도 하다.